# Хайнрих XXV Ройс-Кьостриц
Хайнрих XXV Ройс-Кьостриц (на немски: Heinrich XXV Prinz Reuss zu Köstritz j. L.; * 27 август 1856, Янкендорф, окръг Гьорлиц, Саксония; † 25 август 1911, Грос-Крауше/Góry Krucze/„Rabengebirge“) от род Дом Ройс, е принц от младата линия на Ройс-Кьостриц.

## Произход
Той е син на граф/принц Хайнрих LXXIV Ройс-Кьостриц (1798 – 1886) и втората му съпруга поетесата на песни графиня Елеонора фон Щолберг-Вернигероде (1835 – 1903), дъщеря на наследствен граф Херман фон Щолберг-Вернигероде (1802 – 1841) и графиня Емма фон Ербах-Фюрстенау (1811 – 1889). Брат е на Хайнрих XXXI Ройс-Кьостриц (1868 – 1929), „принц фон Хоенлойбен“, и полубрат на Хайнрих IX Ройс-Кьостриц (1827 – 1898).

## Фамилия
Хайнрих XXV Ройс-Кьостриц се жени на 30 август 1886 г. в Лаубах за графиня Елизабет фон Золмс-Лаубах (* 29 октомври 1862, Лаубах; † 8 април 1930, Грос-Крауше), дъщеря на граф Фридрих Вилхелм фон Золмс-Лаубах (1833 – 1900) и графиня Мариана фон Щолберг-Вернигероде (1836 – 1910). Те имат шест деца:
- Емма Елизабет Мариана Елеонора Барбара Ройс-Кьостриц (* 25 август 1887, Франкфурт на Майн; † 4 октомври 1954, Дюселдорф-Кайзерсверт), омъжена на 30 август 1911 г. в Грос-Крауше за граф Зигфрид фон Лютихау (1877 – 1965)
- Бригита Ройс-Кьостриц (* 31 януари 1889, Алтона; † 7 януари 1929, Грос-Крауше)
- Емма Ройс-Кьостриц (* 23 май 1890, Бреслау; † 19 април 1960, Дюселдорф-Кайзерсверт)
- Хайнрих XLIV Ройс-Кьостриц (* 30 януари 1894, Грос-Крауше; † 29 октомври 1918, Глохау от раните си във войната)
- Хайнрих XLVI Ройс-Кьостриц (* 28 април 1896, Грос-Крауше; † 20 октомври 1914, Ла Базее, Белгия, в битка)
- Хайнрих XLVII Ройс-Кьостриц (* 13 декември 1897, Грос-Крауше; † 31 декември 1945, изчезнал)